# 이준 (1859년)
이준(李儁, 1859년 음력 12월 18일 조선국 함경도 북청 출생 ~ 1907년 7월 14일 네덜란드 헤이그에서 별세.)은 대한제국의 관리이다.
평리원 검사이며, 검사 5년차에 법무대신 이하영을 탄핵하였다. 올바르지 못하다고 생각되는 것은 용납하지 않아서 박해받기도 할 정도로 강직한 근무를 했다고 한다.(이덕일과 이희근 지음, 《우리역사 수수께끼》 2권: 이준 열사는 과연 헤이그에서 할복자살했는가, 김영사)
1907년 만국평화회의가 개최된 헤이그에 특사로 파견되어 외교 활동 중 순국하였다.
본관은 전주(全州), 자는 순칠(舜七), 아호는 일성(一醒), 해사(海士)이다.

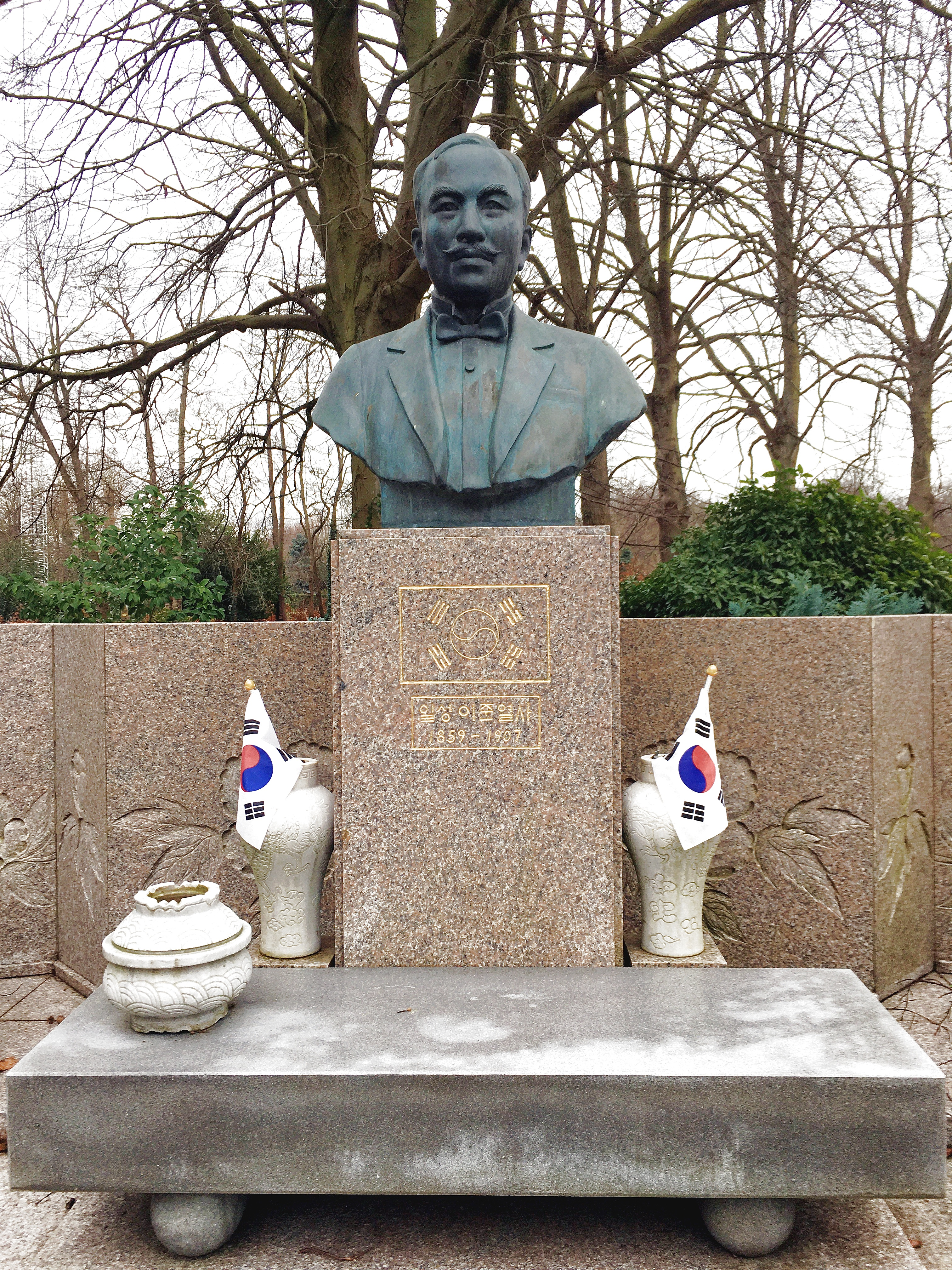
헤이그뉴 에이 켄 두이 넨 공동 묘지의이준기념관

## 생애
1859년(철종 9년) 함경남도 북청에서 태어났다.
조선 추존 군주 환조의 아들인 완풍대군(完豊大君)의 18대손이며 함경남도 북청군 속후면 중산리 발영동에서 부친 병관(秉瓘)과 모친 청주 이씨 사이에서 장남으로 태어났다. 어려서 한학을 익혔고 성장해서는 고향 북청 학원을 설립, 교육 사업에 종사하다가, 상경하여 박영효 등 개화파 인물들과 교유하였다.
함흥에서 종 9품인 참봉직에 있다가 1895년 법관양성소에 입학하였다.
36세에 법관양성소를 1회로 졸업했다.
1896년 한성재판소 검사시보가 되었다. 이준은 황족 이재규가 친일 내각과 협잡하여 논밭 문서를 위조하고 백성들의 토지를 강탈하자 징역 10년을 구형하였으며, 은사령 작성은 국법상 검사 고유 권한이었음에도 불구하고 법부가 은사 대상자 명단을 정해놓고 그대로 작성할 것을 요구하자 이를 거부하고 상관인 형사국장 김낙헌을 고소하였다. 법부는 부하가 상관을 고소했다는 이유로 이준을 체포했으나, 애국계몽단체 회원들과 백성들이 석방을 요구함에 따라 3일만에 석방되었다. 이준은 석방 직후 법무 대신과 평리원 재판장 이하 관리들 모두의 면직과 처벌을 청원하며 나라의 현장을 바로잡고 국민의 분원을 풀어달라고 청원하였다. 이로 인하여 이준은 법률가 임명 33일 만에 면관되었다.

### 개화파 활동

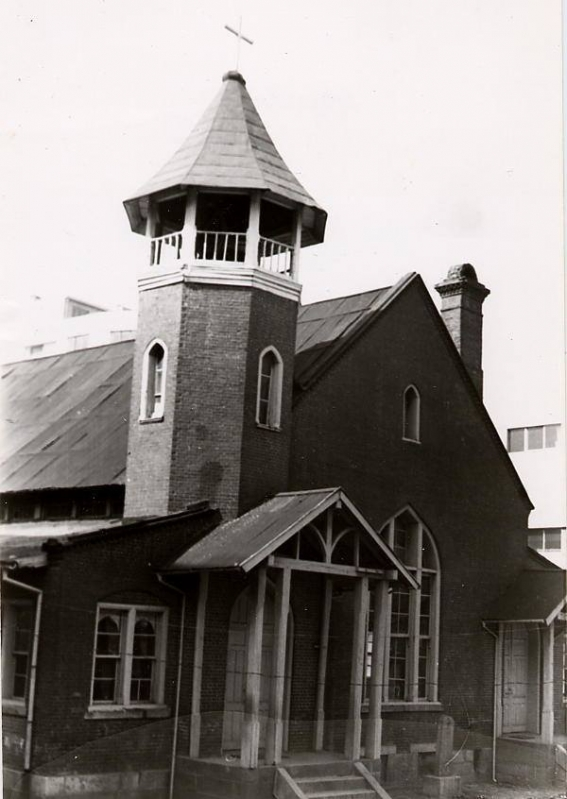
스크랜턴 선교사가 세운 남대문 부근 상동교회의 상동청년학교 건물. 이 청년회에서 무수한 독립운동가들이 배출되었다.

1895년, 서재필의 독립협회에 가담해 활동하였으며, 갑오경장시 김홍집 내각이 붕괴되자 일본으로 건너가 와세다대학교에서 법률을 공부했다. 귀국후에는 독립협회와 지금 서울특별시 중앙우체국 앞에 있는 감리교회인 상동교회의 활동을 재개하였다. 당시 상동교회는 당시 전도사였던 전덕기 목사를 중심으로 개화파 청년들이 많이 모여든 장소였고, 전덕기 목사의 부탁을 받은 국어학자 주시경 선생이 상동교회에서 만든 학교에서 우리말 문법을 가르칠 정도로 민족의식을 가진 지식인들의 공동체였다. 1902년에는 민영환의 비밀 결사 개혁당에 가담했으며, 1904년 공진회 회장을 지냈다. 공진회 활동으로 유배 생활을 한 뒤, 1905년 국민교육회 회장에 취임하고 보광학교, 오성학교를 설립하는 등 교육 계몽 운동에 힘썼다.

### 헤이그 특사사건
1907년 네덜란드의 헤이그에서 제국차화회의가 열린다는 소식을 들은 상동교회의 전덕기, 이동휘, 이회영 등은 고종의 밀사를 파견하기로 계획을 세웠다. 고종에게도 신임장을 받아 특사로는 이상설, 이위종과 함께 이준이 정해졌다. 이준은 고종의 신임장을 들고 만주의 이상 용정 러시아의 이위종과 차례로 합류하여 헤이그로 향했다. 그러나 을사조약 체결이 일본에 강제에 의한 것이었음을 폭로하려 했던 계획은 영일 동맹으로 일본과 외교관계를 맺고 있던 영국의 방해로 뜻대로 진행되지 않았다.
이 사건으로 인해 고종이 폐위되고 순종이 즉위하였다.(고종 양위 사건)

### 사망
이준은 헤이그의 숙소에서 순국했다. 당시 네덜란드 유력 일간지 《헤트·화데란트》는 다음과 같이 보도하고 있다.
한국에 대한 일본의 잔인한 탄압에 항거하기 위해 이상설, 이위종과 같이 온 특사 이준씨가 어제 숨을 거두었다. 일본의 영향으로, 그는 이미 지난 수일 동안 병환중에 있다가 바겐슈트라트에 있는 호텔에서 사망하였다.— 《헤트·화데란트》, 1907년 7월 15일자 기사

오랫동안 이준이 할복 자결을 한 것으로 알려져 왔으나, 이는 당시 일제의 한민족 억압에 대한 반일적 분위기 속에서 자연스럽게 이준이 영웅화되면서 할복 자결설이 나온 것으로 추정된다.:241 1956년 문교부장관의 요청에 따른 조사 결과, 국사편찬위원회는 1962년 "할복 자결 아닌 쪽"으로 판단했다.: 물론 이준이 할복이 아닌 병사를 했다는 사실 때문에, 한민족의 앞날을 걱정한 이준의 민족의식이 빛바래는 것은 아니다. 1962년 건국훈장 대한민국장을 추서 받았으며, 유해는 본래 헤이그에 묻혀 있다가 1963년 봉환되었다. 서울 장충단 공원에 동상이 세워져 있고, 헤이그에는 이준 열사 기념관과 이준열사기념교회(감리교)가 건립되어 있다.

## 경력
- 1887년(고종 24년) 1월 1일, 도(道) 천거에 오름
- 1894년(고종 31년) 8월 7일, 순릉 참봉
- 1895년(고종 31년) 3월 10일, 면직
- 1895년(고종 31년) 4월 16일, 법관양성소 입학
- 1895년(고종 31년) 11월 10일, 법관양성소 졸업
- 1896년(고종 32년) 2월 3일, 한성재판소 검사시보 (주임관 6등)
- 1896년(고종 32년) 3월 5일, 면직
- 1905년(고종 42년) 1월 5일, 황해도 황주 철도(鐵島)로 유배[6]
- 1906년(고종 43년) 6월 17일, 징계(유배) 해제
- 1906년(고종 43년) 6월 18일, 평리원 검사 (주임관 4등)
- 1906년(고종 43년) 7월 31일, 특별법원 검사 겸임
- 1907년(고종 44년) 5월 21일, 고종 황제의 밀사 자격으로 블라디보스토크로 출항[7]
- 1907년(고종 44년) 7월 14일, 순국 (49세)

## 가족 관계
- 조 : 이명섭(李命燮)
  - 부 : 이병관(李秉瓘, ? ~ 1861년)
  - 모 : 청주(淸州) 이씨(李氏, ? ~ 1861년)
    - 본인 : 이준(李儁)
    - 아내1 : 신안(新安) 주씨(朱氏, 1852년? ~ 1931년)
    - 아내2 : 이일정(李一貞, 1877년 ~ 1935년)[8]
      - 자 : 이용(李鏞, 1888년 4월 7일 ~ 1954년 8월 18일)[9]
        - 손자1 : 이열(李洌)
        - 손자2 : 이활(李活)

      - 장녀 : 이송선(李松鮮, 1885년 ~ 1908년)
      - 사위 : 조건학(趙健學)
        - 외손자 : 조윤(趙潤, 1906년 ~ 1971년)
          - 외증손자 : 조근송(趙根松)[10] - 유족 대표 (이준열사기념사업회 명예회장)

      - 차녀 : 이종숙(李鐘肅, 1899년 ~ 1983년)
      - 사위 : 류자후(柳子厚, 1895년 ~ 납북)
        - 외손녀 : 유성천(柳星天, 1927년 ~ 2011년)
        - 외손녀사위 : 이규현(李揆現, 1922년 ~ 2004년), 문화공보부 장관

  - 숙부 : 이병하(李秉夏)

## 기타
사위 류자후는 1945년 10월, 이승만이 귀국하자 한 달 간 돈암장에서 이승만 내외를 보필하였다. 그러나 관상을 볼 줄 알던 류자후는 이승만의 관상이 좋지 않다 며, 이승만의 비서들이 11월부터 귀국하거나 돈암장을 찾아오자 서서히 그들에게 일을 넘기고 이승만의 곁에서 물러나왔다.

## 같이 보기
- 헤이그 밀사 사건
- 고종 양위 사건
- 서울 이준 묘소 - 서울특별시 강북구 수유동 127-2, 127-15 (대한민국 등록문화재 제514호)
- 독립유공자로 대한민국장을 수여받은 사람

## 참고 문헌
- 《우리역사의 수수께끼》2권, "이준 열사는 과연 헤이그에서 할복자살했는가", 이덕일, 이희근 지음, 김영사. p. 312